# Dave K. Moktoï
Dave K. Moktoi est un comédien et humoriste americano-camerounais.
Dave K Moktoi est un comédien américain d’origine camerounaise qui a enflammé les années 80 en Afrique avec ses pièces à l’humour baroque et engagé.

## Biographie

### Enfance, éducation et débuts
David Kemzeu se donne le nom Dave K. Moktoï pour les besoins de son art de comédie.

### Carrière
La notoriété de Dave K Moktoi s’illustre autant par l’accent anglo-saxon utilisé dans ses pièces que par leurs contenus osés à une époque où le silence était la règle et tout discours de son type assimilé à la subversion. Il est par ailleurs producteur et réalisateur de films au Cameroun. Il s'installe aux États-Unis où il vit depuis plusieurs années et envisage de retourner au pays natal pour se repositionner,.

### Œuvres

#### Filmographie
- 1992 - 1993 - Docteur Faytout, série TV
- 1994 - Mourir de rire
- 2000 - Sugar Daddy
- 2001 - Le pari
- 2001 - My Little Hat
- 2001- Bon appétit

#### Albums
- 1981 - L’homme bien de là-bas
- 1986 - L'Homme Bien Superstar
- 1987- New Dimension

### Distinctions
- Festival Africain de Télévision Award, 2000
- MSAC Award, Washington DC, 2006
- Peace Ambassador, IFWP - Washington , 2001
- Remember Africa Festival Award 2001, New York